# NGC 1293
NGC 1293 is een elliptisch sterrenstelsel in het sterrenbeeld Perseus. Het hemelobject werd op 17 oktober 1786 ontdekt door de Duits-Britse astronoom William Herschel.

## Synoniemen
- PGC 12597
- MCG 7-7-75
- ZWG 540.116
- NPM1G +41.0114